# Kościół Niepokalanego Serca Najświętszej Maryi Panny w Siechnicach
Kościół Niepokalanego Serca Najświętszej Maryi Panny w Siechnicach – katolicki kościół parafialny znajdujący się w Siechnicach przy ul. Kościelnej 3. Funkcjonuje przy nim parafia Niepokalanego Serca Najświętszej Maryi Panny. 

## Historia
Pierwsze starania o budowę kościoła w Siechnicach podjęto w 1963. Zezwolenie otrzymano w 1971 i było ono pierwszym wydanym na Dolnym Śląsku przez władze komunistyczne. W 1972 Oddział Wrocławski Stowarzyszenia Architektów Polskich ogłosił konkurs na projekt obiektu. Zwyciężył projekt architekta Tadeusza Szukały z Wrocławia. 3 sierpnia 1973 rozpoczęto prace budowlane. W 1977 ukończono dach, a w 1978 zawieszono dzwon i ukończono budowę nowej plebanii. 25 października 1981 biskup Tadeusz Rybak konsekrował świątynię. W uznaniu zasług przy budowie ks. Stanisław Danicki otrzymał tytuł kanonika. 1985–1989 zbudowano 31–głosowe organy, w 2002 ukończono witraże. 27 września 2003 kardynał Henryk Gulbinowicz odsłonił pomnik upamiętniający 25. rocznicę pontyfikatu Jana Pawła II i 750. rocznicę powstania Siechnic.

## Galeria

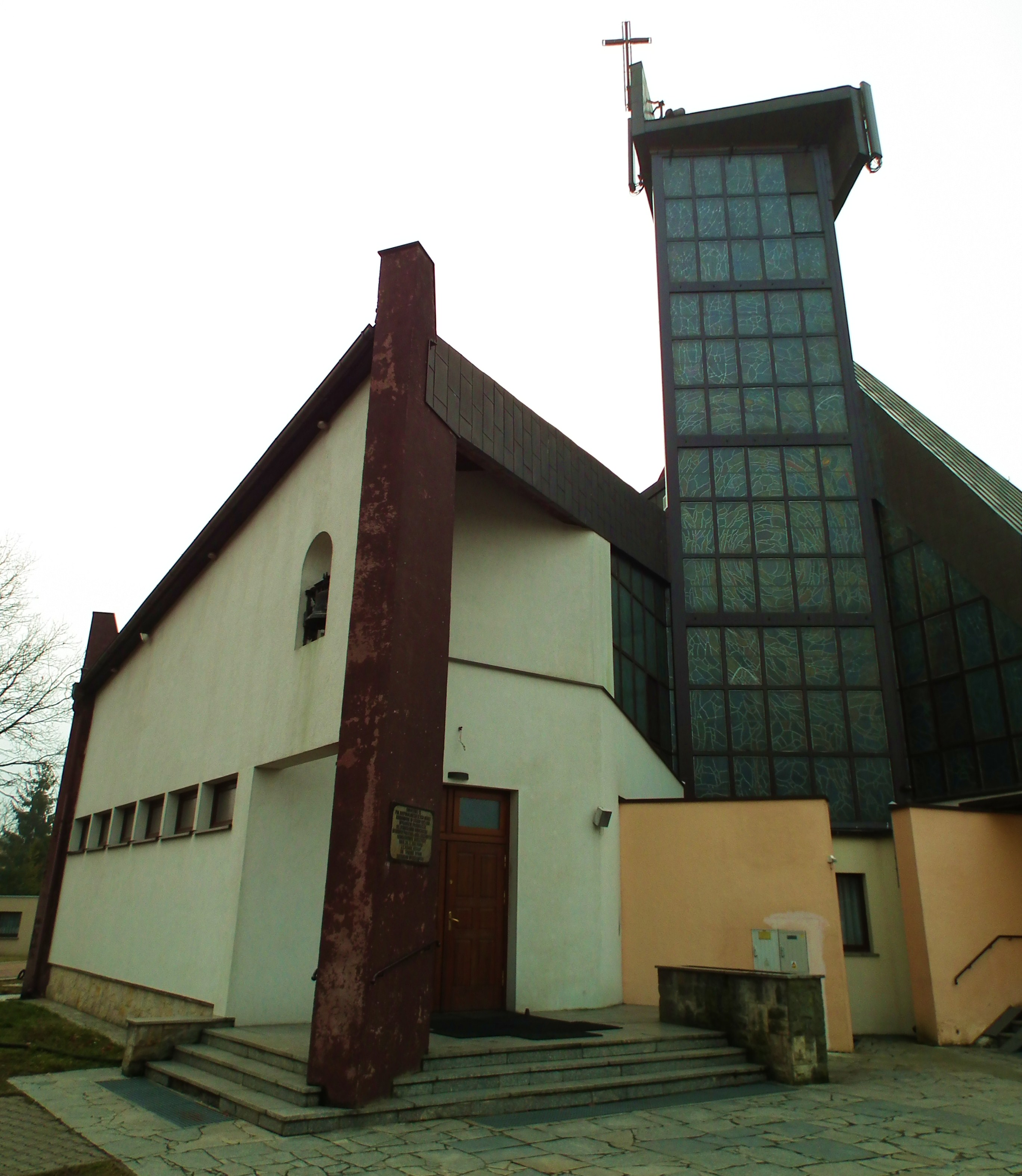
Strefa wejściowa
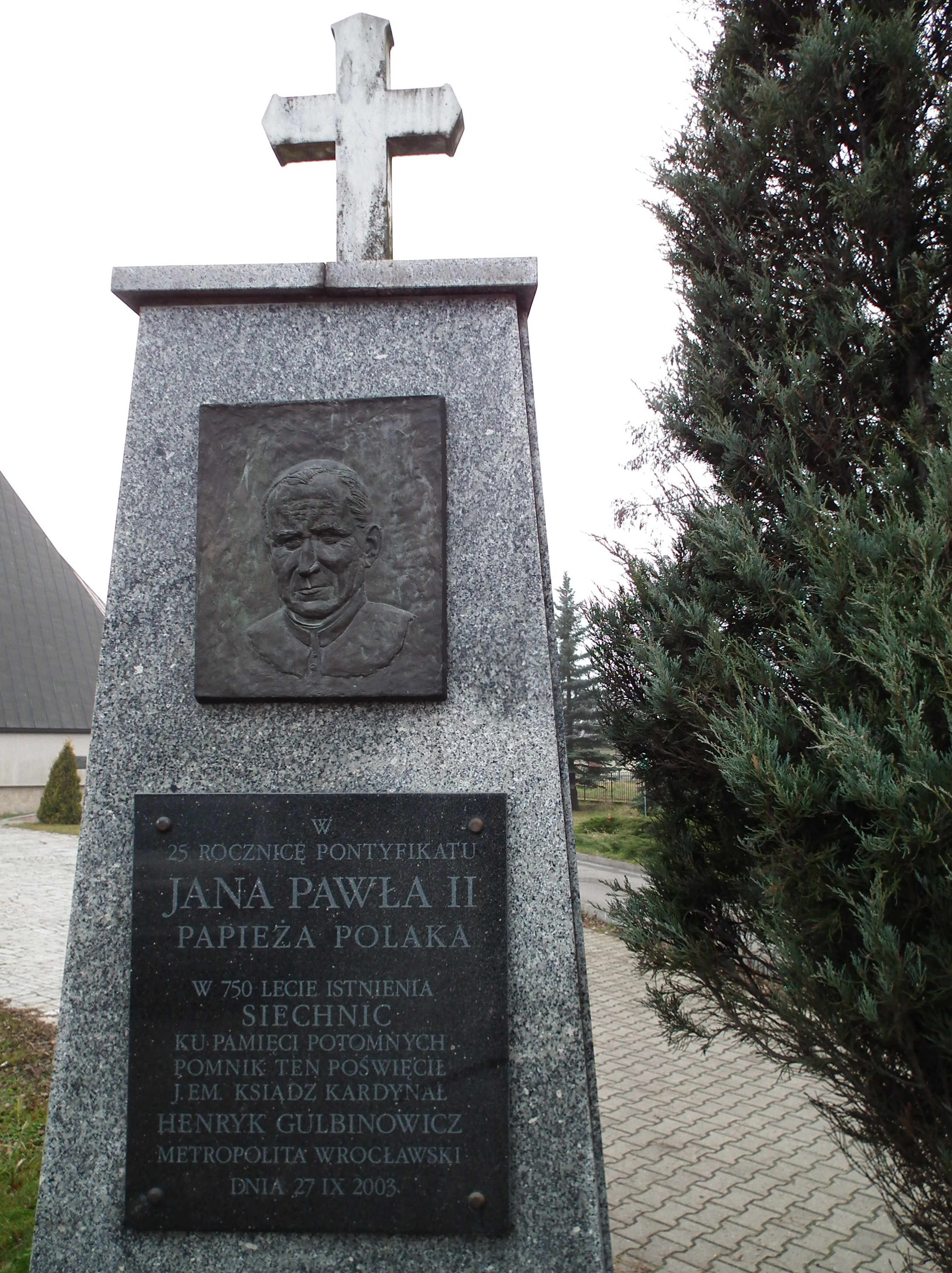
Pomnik papieski
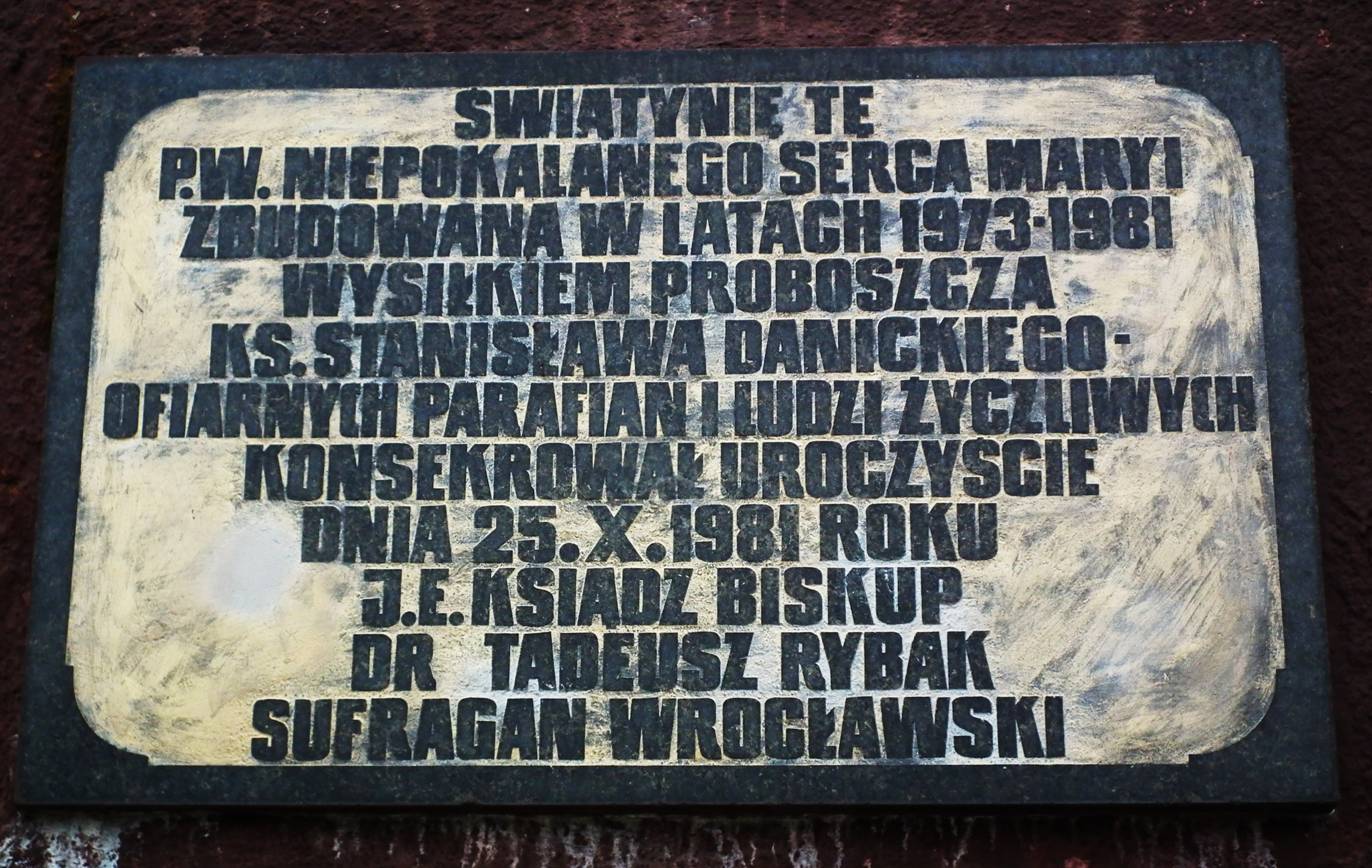
Tablica pamiątkowa